# Masturbadors Mongòlics
Masturbadors Mongòlics va ser una banda de punk formada a finals dels anys 70 a Barcelona. Va ser un dels grups pioners de l’escena punk a Catalunya durant la transició postfranquista, tot formant part de la primera onada del moviment punk a l'estat espanyol. La banda va ser fundada per Lluís Miracle, amb Manel Domenech, qui posteriorment formaria part de Decibelios, com a guitarrista.
Els membres del grup adoptaven una actitud provocadora tant en la seva música com en les seves actuacions, caracteritzades per la irreverència i el desafiament de les convencions socials. A finals de gener de 1978, van oferir el seu primer concert a La Orquídea de Gràcia. El seu estil es va definir per una actitud nihilista i autodestructiva, típic del punk, i es va manifestar en actuacions escandaloses, com les que es van realitzar a llocs com el Canet Rock de 1978, on el grup va deixar una empremta profunda entre els assistents.
Els Masturbadors Mongòlics van participar en la caòtica verbena del càmping La Tortuga Ligera, celebrada la nit de Sant Joan de 1978 a Castelldefels, un esdeveniment clau del protopunk i el rock underground barceloní. Amb uns 60.000 assistents, el festival va col·lapsar la carretera C-31 i va estar marcat per moments de desordre, com Lluís Miracle tocant amb la samarreta ensangonada després d’una baralla i el gest provocador del grup cremant una senyera.
Durant el seu període d'activitat, Masturbadors Mongòlics va enregistrar diverses demos que havien de conformar el seu àlbum de debut, previst per ser publicat per la discogràfica EMI. No obstant això, la banda es va dissoldre poc després d'iniciar la seva trajectòria. El seu nom i la seva orientació radical els van fer destacar dins de l’escena del punk català, malgrat la seva curta existència. A principis de la dècada de 2010, les gravacions de la banda es van recuperar i es van editar per la discogràfica Munster Records.

## Discografia
L’àlbum Els Masturbadors Mongòlics, publicat el 2012 per Munster Records, recull les gravacions realitzades per la banda l'any 1978, que fins aleshores no havien estat editades. L'LP inclou vuit temes compostos majoritàriament per Lluís Miracle, amb col·laboracions d'altres membres, com ara, Paco Martínez, Manel Domènech i Enric Masip. El disc, disponible en format vinil, presenta un llibret amb notes explicatives en espanyol i anglès, escrites per Xavi Cot i traduïdes per William Moose.
Llista de temes:
1. Bar
2. Llamando Al Profesor Baxter
3. Amorcito
4. El Rock De L'Escola
5. TV Y Yo
6. Por Aqui Por Alla
7. El Rock De La Bomba
8. Honorable Caramellas